# Charles Kean O'Hara
Charles Kean O'Hara OBE JP (1860–7 de agosto de 1947) foi proprietário de terras e membro de uma família distinta na Irlanda. Ele serviu como o último Lorde Tenente de Sligo e Custos Rotulorum de 1902 a 1922. Ele assumiu o papel de Alto Xerife do Condado de Sligo em 1886.
Ele foi nomeado Oficial da Ordem do Império Britânico em 1920. 
O'Hara era fazendeiro, proprietário de terras e jogador de pólo de Sligo; ele foi presidente da Co. Sligo Agricultural Show Society e expositor de animais. Ele morreu na propriedade da família, Annaghmore, Collooney, Co. Sligo, no dia 7 de agosto de 1947.